# Červený Hrádok
Červený Hrádok és un poble i municipi d'Eslovàquia que es troba a la regió de Nitra, al sud-oest del país.
La primera menció escrita de la vila es remunta al 1386.

## Demografia
| Godina             | 1994 | 2004   | 2014   | 2024   |
| ------------------ | ---- | ------ | ------ | ------ |
| Nombre de persones | 425  | 435    | 407    | 442    |
| Diferència         |      | +2,35% | −6,43% | +8,59% |

| Godina             | 2023 | 2024   |
| ------------------ | ---- | ------ |
| Nombre de persones | 443  | 442    |
| Diferència         |      | −0,22% |